# Gorgonea Quarta
Gorgonea Quarta eller Omega Persei (ω Persei, förkortat Omega Per, ω Per) som är stjärnans Bayerbeteckning, är en ensam jättestjärna belägen i den sydvästra delen av stjärnbilden Perseus. Den har en skenbar magnitud på 4,6 och är svagt synlig för blotta ögat. Baserat på parallaxmätning inom Hipparcosuppdraget på ca 11,3 mas, beräknas den befinna sig på ett avstånd av ca 288 ljusår ( ca 88 parsek) från solen.

## Nomenklatur
Omega Persei har det traditionella namnet Gorgonea Quarta, som den fjärde medlemmen av kvartetten kallad Gorgonea syftande på gorgonerna i legenden om Perseus.

## Egenskaper
Gorgonea Quarta är en orange till röd jättestjärna av spektralklass K0 III. Den genererar energi genom fusion av helium i sin kärna. Den har massa som är omkring dubbelt så stor som solens massa, en radie som är ca 19 gånger större än solens och utsänder från sin fotosfär ca 145 gånger mer energi än solen vid en effektiv temperatur på ca 4 590 K.